# Vardzia
Vardzia (gruz.: ვარძია) je spiljski manastir u južnoj Gruziji, iskopan na obroncima planine Erušeti na lijevoj obali rijeke Kura, tridesetak kilometara od Aspindze. Glavni period izgradnje bila je druga polovica dvanaestog stoljeća. Špilje se protežu duž litice na pet stotina metara, a do devetnaest slojeva. Glavna atrakcija je Crkva Uznesenja Majke Božje s prekrasnim trijemom, velika dvorana s bačvastim svodom, apside i narteks.  Lokalitet je u velikoj mjeri napušten nakon dolaska Osmanlija u šesnaestom stoljeću. Sada je dio državne kulturne baštine, a sa širim područjem Vardzia-Hertvisi  kandidiran je za UNESCO-ov popis svjetske baštine.
Graditelj Vardzie bio je Đuro III., a planiran je da bude granična utvrda protiv Turaka i Perzijanaca. Njegova kći Tamara, dovršila je izgradnju i pretvorila ga u samostan. Tijekom vojnog sukoba sa Seldžucima od 1193. – 1195. živjela je sa svojom pratnjom u Vardziji.  